# Esporte Clube Sírio (pallacanestro)
La sezione cestistica dell'Esporte Clube Sírio è una delle sezioni sportive dell'omonima società polisportiva, con sede a San Paolo in Brasile.

## Palmarès
- Coppa Intercontinentale: 1

1979
- Campeonato Sudamericano de Clubes: 8

1961, 1968, 1970, 1971, 1972, 1978, 1979, 1984
- Campionato brasiliano: 7

1968, 1970, 1972, 1978, 1979, 1983, 1988

## Cestisti
Tra i più noti giocatori della storia del Sírio figurano Bira e Oscar, entrambi membri del Naismith Memorial Basketball Hall of Fame e del FIBA Hall of Fame; di quest'ultimo riconoscimento è stato insignito anche Amaury Antônio Pasos, al Sírio dal 1962 al 1965.